# حفاری دلک
حفاری دلک (انگلیسی: Delek Drilling) شرکت حفاری اسرائیلی است، که در سال ۱۹۹۳ تأسیس شد.